# Isophon

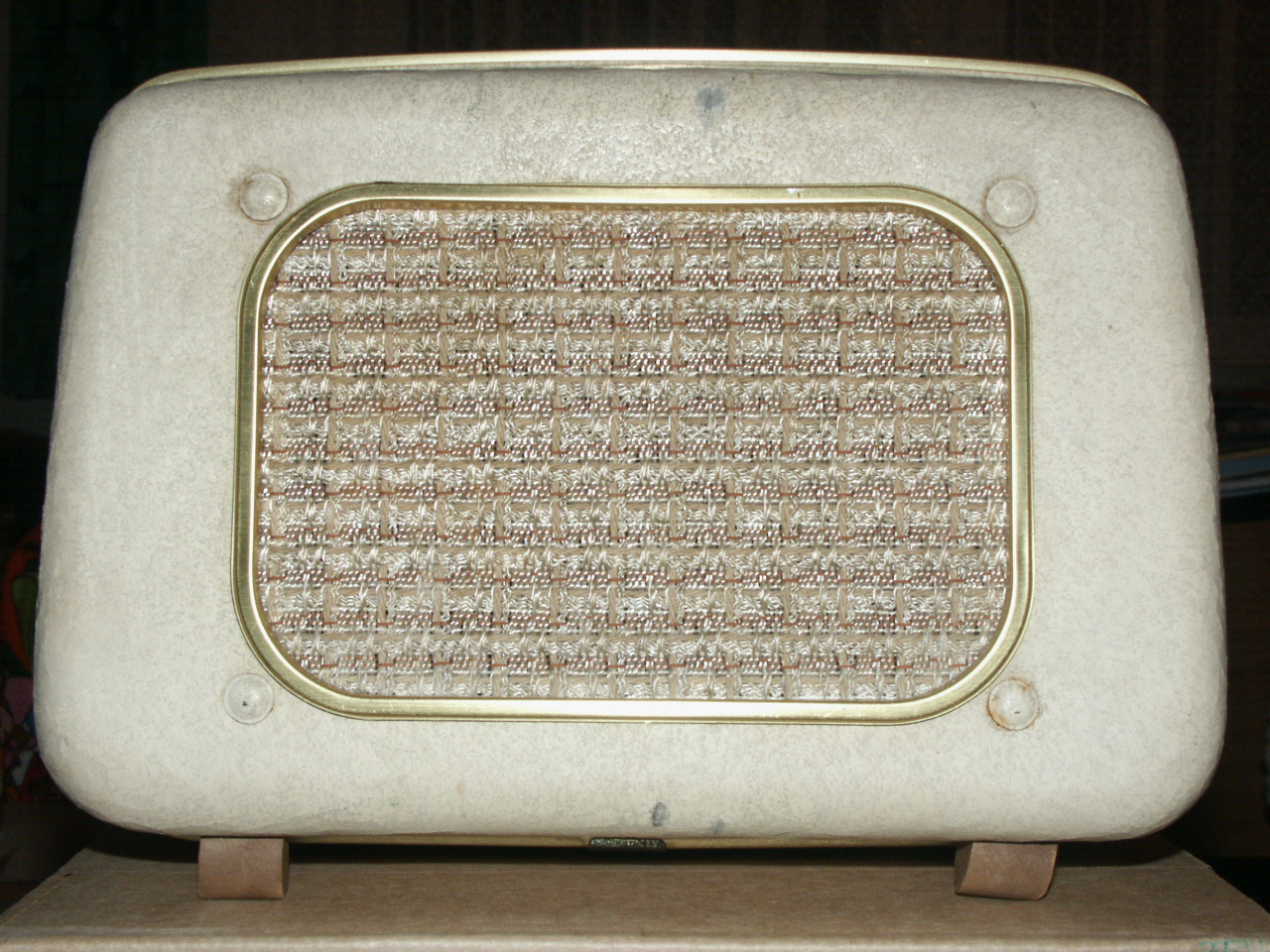
Isophon-Lautsprecher, 1950er Jahre

Isophon war ein deutscher Hersteller von elektrischen Bauteilen und Lautsprechern. 1955 galt Isophon als der größte und technisch innovativste Lautsprecherhersteller Europas.

## Geschichte
1929 wurde die Isophon E. Fritz & Co. GmbH in der Frankfurter Allee 56 in Berlin von Hermann Rummel, Ewald Fritz und Willi Schongs als Unternehmen zur Herstellung von Drehkondensatoren gegründet. Damit positionierte sich Isophon als wichtiger Komponentenlieferant der damals expandierenden Rundfunkgeräte-Industrie. Nachdem die ursprünglichen Fabrikationsanlagen im Zweiten Weltkrieg zerstört wurden, produzierte Isophon ab 1945 in der Eresburgstraße 22–23 in Berlin-Tempelhof weiter. Die große Produktpalette umfasste Lautsprecher für Heimanwendungen wie für kommerzielle Zwecke, etwa zur Beschallung von Bahnhofshallen, Fußballstadien, Kinosälen, Kaufhäusern und Straßenbahnwagen. Bis 1979 produzierte Isophon mehr als 70 Millionen Lautsprecherchassis. In den 80er Jahren wurde Isophon von den Eigentümern an die Bosch/Blaupunkt-Gruppe verkauft. Die Rechte an dem Namen Isophon blieben bei der Eigentümer-Familie Dräger. 1997 bis 2012 wurde eine Lautsprecherlinie unter dem Markennamen Isophon von der Acoustic Consulting GbR gefertigt, bis der Inhaber Roland Gauder sich entschloss, die Lautsprecher in Zukunft unter dem Namen Gauder Akustik zu verkaufen.

## Produkte & Meilensteine
- Drehkondensator „Universal“ mit Einlochbefestigung (1929)
- Hoch- / Tieftonlautsprecherkombination „Orchester“ (1949)
- 5-Wege Lautsprechersystem „Cabinet“ (1951)
- Stereo-Lautsprecherboxen „Stereonetta“ (1956)